# 山田卓三
山田 卓三（やまだ たくぞう、1933年3月29日 - ）は、日本の植物学者・教育学者、兵庫教育大学・名古屋芸術大学名誉教授。

## 来歴
長野県茅野市生まれ。長野県諏訪清陵高等学校を経て、1956年東京学芸大学学芸学部農学科卒業。国際基督教大学講師、1971年東京都立大学 (1949-2011)理学博士。東京都立アイソトープ研究所遺伝研究室長、東京学芸大学講師、1981年兵庫教育大学教授。1997年定年退官、名誉教授、名古屋自由学院短期大学教授、名古屋芸術大学（校名変更）教授。2004年同名誉教授。兵庫県立南但馬自然学校校長（2011年〜2018年）原体験教育研究会主宰（1989年〜）。
日本科学教育学会理事、日本環境教育学会理事、日本科学協会理事、文部省学術審議会専門委員をはじめ、｢青少年のための科学の祭典｣（日本科学振興財団）全国委員長など、学会および社会での活動は多岐にわたる。とくに幼少年期に於ける原体験教育を提唱し、全国各地で実践指導を行っている。

## 著書
- 『插し芽・插し木・接ぎ木』有紀書房 1974
- 『タンポポの観察実験』ニュー・サイエンス社 グリーンブックス 1986
- 『未来の植物（ポマト）』ポプラ社 ポプラ社学習文庫 1986
- 『生物学からみた子育て』裳華房 1993
- 『京都花の1200年 古都を彩る花たちとその歴史を訪ねる』北隆館 1994
- 『いのちを感じるあそび事典 したいさせたいおもしろ実験200集』トミタ・イチロー絵 農山漁村文化協会 1995
- 『かがくを感じるあそび事典 したいさせたいビックリ実験100集』トミタ・イチロー絵 農山漁村文化協会 1996
- 『からだを感じるあそび事典 五感をひらく原体験100集』トミタ・イチロー絵 農山漁村文化協会 1998

### 共編著
- 『学研の図鑑  植物』池田健蔵共著 学習研究社 1970
- 『新しい教材生物の研究 飼育培養から観察実験まで』山極隆共編 講談社 1980
- 『現代総合科学教育大系 Sophia21 第4巻 生命の構成・生理・遺伝』太田次郎共編 講談社 1984
- 『生物観察実験ハンドブック』今堀宏三,山極隆共編 朝倉書店 1985
- 『ふるさとを感じるあそび事典 したい・させたい原体験300集』編 原体験教材開発研究グループ著 農山漁村文化協会 1990
- 『万葉植物事典 万葉植物を読む』中嶋信太郎共著 北隆館 1995
- 『校庭の自然とあそぼう』全10巻　編 農山漁村文化協会 1996
- 『理科教育法 理論をふまえた理科の授業実践』秋吉博之共編著 大学教育出版 2009

翻訳
- J.M.アシュウォース, J.ディー『粘菌の生物学』朝倉書店 1980

## 論文
- ＜山田卓三